# Lactistomyia mammifera
Lactistomyia mammifera är en tvåvingeart som beskrevs av Charles Howard Curran 1931. Lactistomyia mammifera ingår i släktet Lactistomyia och familjen puckeldansflugor. Inga underarter finns listade i Catalogue of Life.